# 코이라치니어
코이라 치니어(Koyra Chiini, [kojra tʃiːni]) 혹은 서송가이어는 송가이어족에 속하며, 말리의 팀북투와 인근에서 20만 명 가량이 사용한다. 젠네에서 사용되는 젠네 치니어(Djenné Chiini) 역시 송아이어의 한 갈래이다. 다른 송가이어와는 다르게도 코이라 치니어는 성조 언어가 아니다.